# Ustuwa
Ustuwa (Terres Altes) és el nom d'un districte medieval del Khurasan, al nord de la província.
Incloia una plana fèrtil de gran producció de cereals que creuava el curs occidental del riu Atrek entre les modernes muntanyes de Kuh-i Hazar Masjid i Kuh-i Binalud (Kuh-i Shah Jahan). La capital de la regió era Khabushah, substituïda més tard per Kučan.